# 2046
Het jaar 2046 is een jaartal volgens de christelijke jaartelling.

## Gebeurtenissen
- Op 22 januari is er een gedeeltelijke maansverduistering zichtbaar in België en Nederland.[1]
- Op 18 juli is er een gedeeltelijke maansverduistering zichtbaar in België en Nederland.[2]

## In populaire cultuur
- De film 2046 uit 2004 speelt zich af in dit jaar.
- De Amerikaanse film Doom uit 2005 speelt zich grotendeels af in dit jaar.